# John Young (attivista)
John Jock Young (... – 5 luglio 2005) è stato un attivista scozzese, fondatore e primo presidente dell'Unione europea dei sordi, dal 1985 al 1989.
Young ha studiato alla Glasgow Deaf and Dumb Institution. Dopo aver lasciato la scuola, voleva diventare un ingegnere elettrico ma fu costretto a lavorare nell'officina dei calzolai per sordi.
Nel 1983, Young è stato il primo presidente sordo della British Deaf Association. Nel 1985, il Segretariato Regionale della Comunità Europea è stato creato dall'idea di Arthur Verney e Jock Young, membri della British Deaf Association.